# Honda VFR 750R
La Honda VFR 750R (conosciuta anche come RC 30) è una motocicletta prodotta dalla casa motociclistica giapponese Honda tra il 1987 e il 1990.
Presentata nel 1987 alla 8 ore di Suzuka, viene considerata come una delle prime e più veloci "super bike".

## Descrizione e contesto

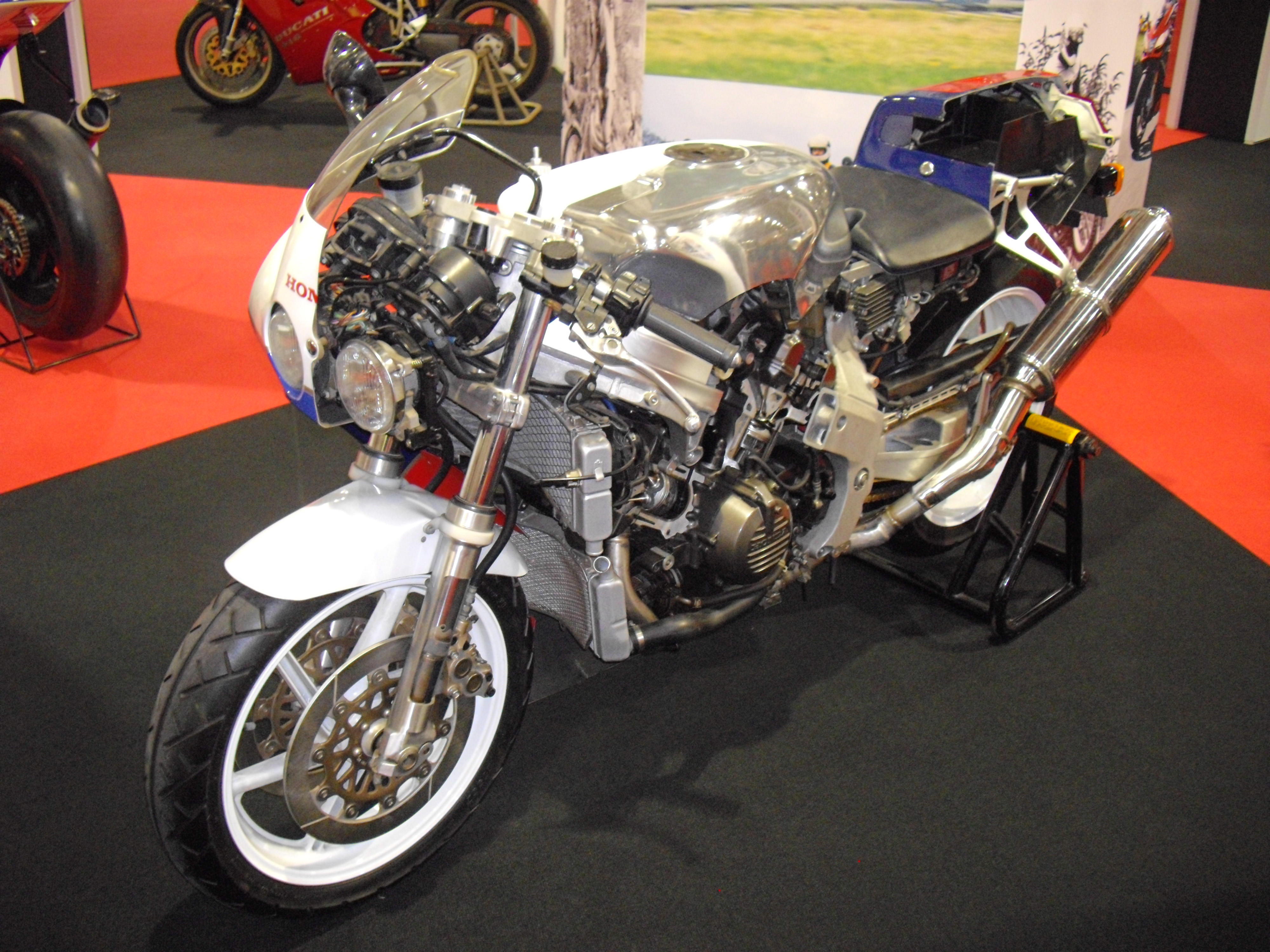
Spaccato tecnico della moto

La moto, che è una sportiva della famiglia VFR, dotata di un propulsore dalla cilindrata di 748 cm³ a quattro cilindri. La VFR 750R prende il nome dal suo motore V4 avente angolo tra le bancate di 90°, con distribuzione ad ingranaggi che muovono i doppio albero a camme in testa e le 16 valvole. Il quattro cilindri ha un alesaggio di 70,0 mm e una corsa di 48,6 mm, con un rapporto di compressione di 11:1.  
La VFR 750R è essenzialmente una motocicletta da competizione completamente carenata e monoposto, creata principalmente per scopi di omologazione per partecipare al campionato mondiale Superbike dalla Honda Racing Corporation (HRC). È stata introdotta per la prima volta sul mercato giapponese nel 1987, in Europa nel 1988 e poi negli Stati Uniti nel 1990. Ne sono stati prodotti 3000 esemplari.

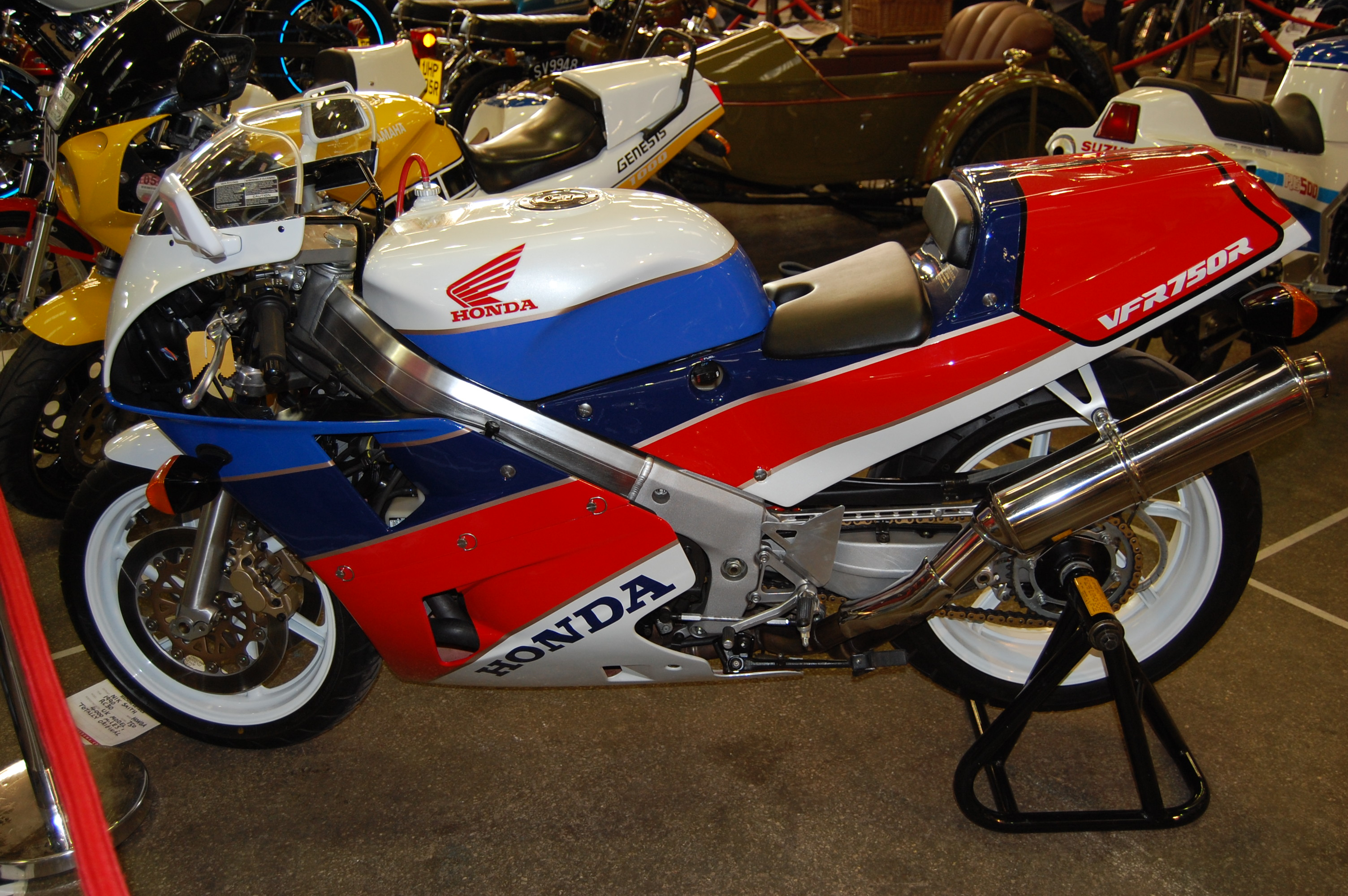

## Tecnica e meccanica
Il propulsore da 748 cm³ a 16 valvole a ingranaggi con doppio albero a camme in testa raffreddato a liquido denominato RC24 V4 da 90°, produceva 75,94 CV (56,63 kW) a 9500 giri/min per il modello giapponese e 118 CV (88 kW) a 11000 giri/min in quelli d'esportazione. Molte parti e componentistica era realizzata appositamente per questa moto, come le bielle in titanio che riducevano il peso e gli alberi a camme azionati da ingranaggi. L'ordine d'accensione del motore era diversa dalla VFR 750F stradale, con una disposizione dei perni di biella-manovella a 360° invece che a 180°. Questa caratteristica produceva una erogazione molto migliore della potenza ed era accoppiata ad un cambio a rapporti ravvicinati che aveva però una prima marcia molto lunga che arrivava fino a 82 mph (120 km/h). La frizione era antisaltellamento.
La frizione, il cambio, l'albero motore, la pompa dell'olio, le bielle, la pompa dell'acqua, i pistoni, motorino di avviamento, l'intero corredo valvole e le testate erano specifici per l'RC30. 
Il limitatore era posto a 12500 giri al minuto (rispetto alla VFR 750F che l'aveva a 11000 giri al minuto). Durante i test delle riviste di settore, ha percorso il 1/4 di miglio in 11,8 secondi.

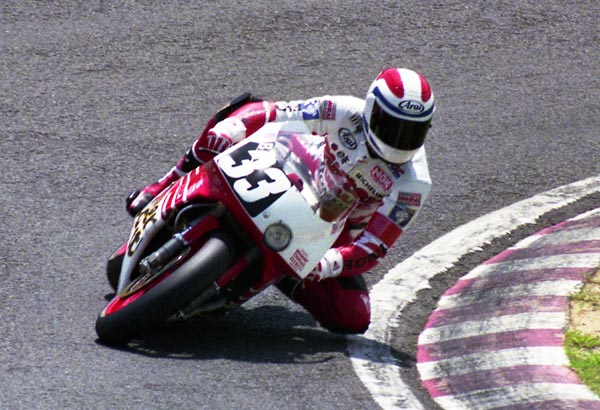
Freddie Spencer alla 8 ore di Suzuka 1992

L'avantreno, con la sospensione anteriore della RC30 che venne realizzata dalla Showa, aveva ruote e pastiglie dei freni con attacchi a sgancio rapido. Al posteriore c'era un forcellone monobraccio (originariamente brevettato dalla ELF of France) e fissato con un singolo dado a corona. Era inoltre dotata di sospensioni Showa regolabili. Il motore e la posizione del serbatoio del carburante erano collocati in posizione ribassata per ridurre il baricentro e migliorare la manovrabilità. Quest'ultimo era in lega leggera, mentre la carrozzeria era in fibra di vetro. Il sistema di scarico 4-2-1 era completamente in acciaio inossidabile.

## Attività sportiva

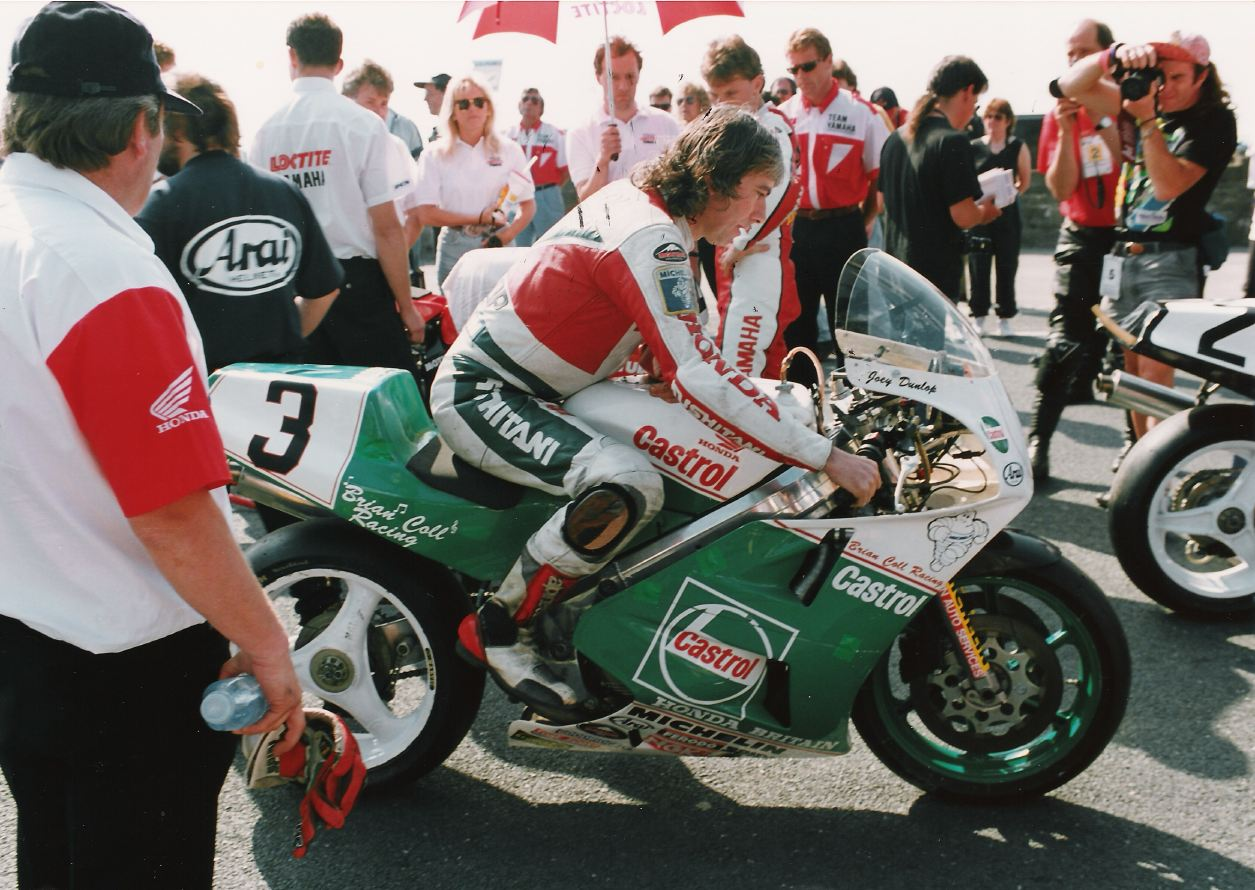
Joey Dunlop al TT 1992

Fred Merkel ha vinto i campionati piloti e la Honda quello costruttori due volte consecutivamente, nell'edizione inaugurale del campionato Mondiale Superbike nel 1988 e nell'anno successivo.
Ha vinto anche due volte il Gran Premio di Macao, nel 1989 con Robert Dunlop e l'anno seguente con Steve Hislop.
Helmut Dähne nel 1993 ha stabilito il miglior tempo sul giro su una moto al Nordschleife, con un tempo di 7:49:710.